# Churais
Koordinaten: 25° 4′ 10″ N, 48° 11′ 42″ O

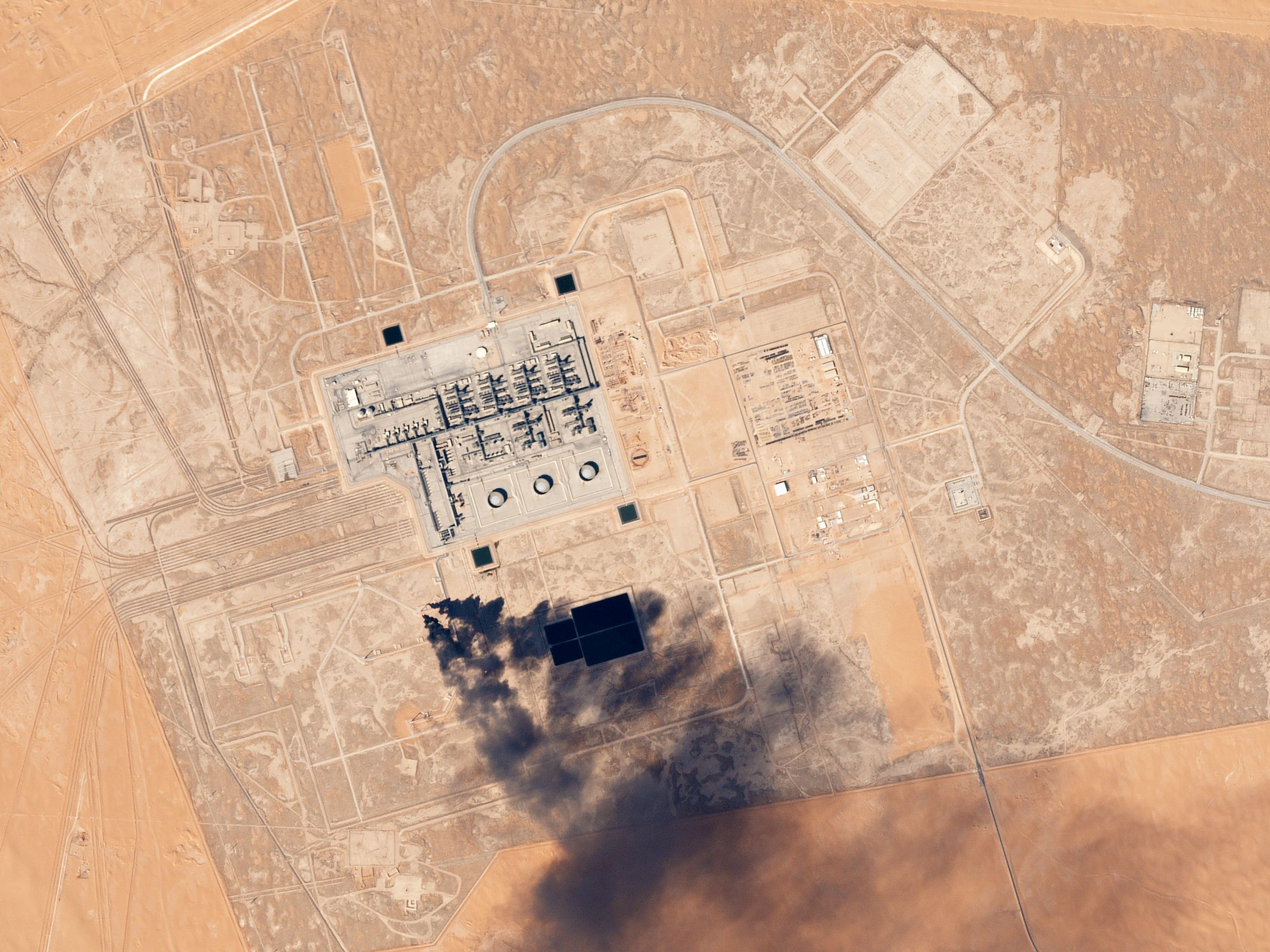
Ölförderung in Churais, Februar 2017

Churais, auch Khurais, (arabisch حقل خريص, DMG Ḥaql Ḫuraiṣ) ist ein Ölfeld in Saudi-Arabien. Das Ölfeld umfasst 2,890 km² und liegt auf halbem Weg zwischen der saudi-arabischen Hauptstadt Riad und der Ölverarbeitung von Abqaiq in der Provinz asch-Scharqiyya.
Pilotbohrungen begannen zwar bereits 1963, doch wurde das Feld in den folgenden 45 Jahren nicht entwickelt, weil das benachbarte Ghawar, das größte bekannte Ölfeld der Welt, ausreichend lieferte. Churais wird von der staatlichen Firma Saudi Aramco betrieben und wurde am 10. Juni 2009 in Betrieb genommen. Am 14. September 2019 wurde das Ölfeld Ziel eines Drohnenangriffs. Das Ausmaß der tatsächlichen Zerstörung und die Urheber des Angriffes sind derzeit nicht bekannt.

## Megaprojekt Churais
Ein Projekt der Erschließung dieser Ölfelder wurde von SA als Mega Project angekündigt. Es umfasst nicht nur Churais, sondern auch die benachbarten Ölfelder Abu Jifan und Mazalij. Im Jahr 2006 begann die Zusammenarbeit mit Halliburton, Snamprogetti und Hyundai betreffend die Erschließung der Felder, die Bohrungen, die Versorgungsleitungen und die Erdgasförderung. Das Projekt sollte die Exportkapazität Saudi-Arabiens von 11,3 auf 12,5 Mio. bpd steigern. Es wird sowohl Leichtöl als auch Erdgas für das Kraftwerk in Yanbuʿ al-Bahr am Roten Meer gefördert. Da der Förderkomplex in einer abgelegenen Gegend liegt, wurden wöchentliche Pendelflüge für das Personal des Ölfeldes aus Dammam zum Flughafen Churais eingerichtet.
Die Bohrarbeiten wurden im Februar 2009 abgeschlossen, zehn Monate vor Plan. Die Förderung begann am 10. Juni 2009.

## Angriff vom 14. September 2019
Am 14. September 2019 wurde das Ölfeld von Churais – ebenso wie eine andere Schlüsselanlage von Saudi Aramco, die Ölverarbeitung von Abqaiq – zum Ziel von Angriffen durch Drohnen. Ein großes Feuer breitete sich aus, die Rauchwolken erstreckten sich über 150 Kilometer Entfernung. Business Insider veröffentlichte Satellitenaufnahmen der beschädigten Anlagen.